# Amphicnemis bicolor
Amphicnemis bicolor е вид водно конче от семейство Coenagrionidae.

## Разпространение
Видът е разпространен в Малайзия (Сабах).